# Ensemble baroque de Toulouse
L’Ensemble baroque de Toulouse (EBT) est un ensemble de musique baroque de la région Midi-Pyrénées.

## L'histoire
L’Ensemble baroque de Toulouse est une association à but non lucratif qui relève de la loi de 1901. Créé à Toulouse en 1998 par Michel Brun, il se consacre à l’interprétation de la musique du XVIIIe siècle et organise entre autres les Cantates sans Filet et le festival Passe ton BACH d’abord !
Ses bureaux se trouvent dans l'église du Gesù de Toulouse, une église désacralisée située dans le quartier des Carmes.

## Objectifs
L’association souhaite promouvoir la musique baroque en organisant des concerts, manifestations culturelles dans la région Midi-Pyrénées.

## Lieu de production
C’est principalement à Toulouse et dans sa région que l’orchestre se produit. L’ensemble a notamment participé au Festival international Toulouse les orgues, au festival 31 Notes d'été, aux festivals de Sylvanès, de Moissac, au Festival Éclats de voix à Auch, au Festival Un été à Albi, au Festival de l’Abbaye-École de Sorèze, au festival International de Musique Sacrée de Lourdes, etc. Il lui arrive toutefois de se produire en dehors de la région.

## Les musiciens
L'Ensemble baroque de Toulouse peut se produire sous différentes formes allant de 4 à 40 musiciens sur scène. Il comporte un orchestre et un chœur comprenant des solistes.
La direction de l'orchestre est assurée par Michel Brun. Avant sa disparition en janvier 2013, Laurent Pellerin, violon solo de l'orchestre du Capitole de Toulouse, participait régulièrement aux concerts de l'Ensemble Baroque de Toulouse

## Répertoire abordé
Le répertoire aborde la musique ancienne, religieuse et profane, de Gesualdo à Mozart avec une prédilection pour la musique de J.S. Bach.

## Activités
Les deux événements majeurs sont les Cantates sans filet et Passe ton BACH d’abord ! L’ensemble se produit également par les « concerts achetés » qui peuvent avoir lieu en dehors de Toulouse et de sa région.

### Les Cantates sans filet
Débuté en 2007, ce projet a pour ambition d’interpréter les quelque 200 cantates écrites par Bach. Les concerts ont principalement lieu à l’église St-Exupère. Au rythme d’une cantate par mois, le projet devrait s’étendre sur les 25 prochaines années.
Chaque musicien travaille la partition individuellement et, une heure et demie avant le début du concert, l’ensemble se retrouve pour une répétition générale sous la direction de Michel Brun. Afin de permettre au public de se joindre au chœur, le texte chanté est expliqué et distribué. Un buffet est proposé en lien avec le numéro de la cantate à l’issue de chaque récital. Il a pour thème le département dont le numéro correspond à celui de la cantate.

### Passe ton BACH d'abord!
C’est en 2008 que le festival Passe ton BACH d’abord ! fait son entrée sur la scène toulousaine. Il a lieu le premier week-end de juin. Consacré à la musique de Jean-Sébastien Bach, d’autres compositeurs n'en sont pas exclus, comme Haendel en 2009. Le principe est d'enchaîner toutes les heures des concerts, d'une durée moyenne de 30 minutes, dans différents lieux de la ville (cathédrale St Étienne, Hôtel d’Assézat, jardin du Capitole entre autres)
Le style du festival n’est pas figé sur la musique classique. Certains interprètes reprennent les morceaux de Bach en version steelband, jazz, mandoline. L’objectif est d’atteindre un public large en faisant découvrir la musique classique de manière originale.

### La tournée régionale
L’EBT propose aussi plusieurs prestations payantes : soirée « Baroque Baroque », grande formation « Musique en fête », etc.  Elles amènent souvent l’EBT à se déplacer en dehors de Toulouse, voire de sa région (Festival de l’abbaye de Sylvanes, Le Mans 2009, etc.)

### Concert autoproduit
L’ensemble baroque de Toulouse se produit deux fois par an lors d’un concert payant regroupant plusieurs pièces (exemple en 2009, Dixit Dominus de Haendel, Concerto pour hautbois RV463 de Vivaldi, Concerto pour basson de Vivaldi).

## Partenaires
L’Ensemble baroque de Toulouse a pour partenaires le Conseil régional de Midi-Pyrénées, le Conseil général de la Haute-Garonne et la Ville de Toulouse. Il bénéficie depuis juillet 2001 de l’aide à la diffusion du Conseil régional.